# Povijest Francuske
Najveća zemlja u zapadnoj Europi, Francuska je dominirala u povijesti Europe još odkad su Franci osvojili ovu zemlju u 5. stoljeću. Njezina velika prirodna bogatstva i brojno stanovništvo omogućili su velikim vladarima, kao Karlu Velikom u 9. stoljeću, Luju XIV u 17. stoljeću i Napoleonu u 19. stoljeću, stvoriti moćna carstva koja su obuhvaćala velik dio Europe. Usprkos trima teškim ratovima s Njemačkom između 1870. i 1945., Francuska je izrasla u jednu od svjetskih velesila. Danas je Francuska vodeća članica Europske unije i jedna od najbogatijih zemalja svijeta.

## Pretpovijesno razdoblje
Prvi stanovnici Francuske bili su plodni umjetnici. Prije više od 20.000 godina realističnim slikama životinja ukrašavali su spilje u Lascauxu i drugdje. Rezbarili su oblike životinjskih glava iz kosti, rogova i kamena. 

## Stari vijek

### Galija
Početak pisane povijesti današnjeg teritorija Francuske nastupa pojavom Gala na njenom teritoriju. Ako bismo uzeli u obzir prvobitno ime ovog naroda, oni bi se danas u povjesnim knjigama zvali Keltima jer ih je grčki povjesničar još 517. godine prije nove ere tako imenovao. S druge strane Rimljani su im dali ime Gali, tako da je samo radi imena ovaj negdašnji veliki narod sada podijeljen na one koji su živjeli u današnjoj Francuskoj i one koji su živjeli na britanskim otocima.
Danas zvuči gotovo nevjerojatno da se taj narod bez ikakve centralne uprave i puteva uspio proširiti preko cijele Europe od Škotske do Turske gdje jedna pokrajina dobiva ime Galatia zbog velikog broja naseljenih Gala.

### Rimska Francuska
Između 58. i 51. pr. Kr. rimska vojska predvođena Julijom Cezarom zauzela je Francusku. Nova provincija Galija bila je jedna od najbogatijih u carstvu. Cvjetala je trgovina, a Rimljani su gradili mnoge ceste i mostove. Uveli su i uzgoj vinove loze.
Prošlo je bilo više od dva i pol stoljeća do trenutka kada su se Rimljani ohrabrili stupiti na teritorij naroda koji im je opljačkao prijestolnicu 390. prije nove ere, ali kada su prvi put tamo stupili više nisu otišli. Konačno osvajanje Francuske početo 121. prije nove ere završava tek Julije Cezar sedamdeset godina kasnije. Tijekom više od pet stoljeća Rimske vlasti Galija je bila romanizirana, ali nikad potpuno vjerna Rimu.

## Srednji vijek

### Franačka država
Prva pojava Franačkog naroda se javlja tijekom polovice 3. stoljeća kada se Rimsko Carstvo nalazi u dubokoj krizi. Oko 250. godine pljačkaška horda ovog naroda je prodrla u Španjolsku samo da bi se potom vratila u postojbinu koja se danas nalazi u Njemačkoj na istočnoj obali Rajne. Kako se Rimska unutrašnja situacija smirila dolaskom Aurelijana na vlast tako su se i Franci smirili živeći u neposrednoj blizini države od koje su tijekom sljedeća dva stoljeća upijali kulturu i vojnu doktrinu zahvaljujući savezništvu s moćnim carstvom. 
Kada su 406. godine druga barbarska plemena koja žive u Njemačkoj počela invaziju na Rimsko Carstvo, Franci su bili jedini takav narod koji se napadu nije pridružio. To prijateljstvo s Rimljanima će potrajat sve do 481. godine kada kralj Klovis I. napada i pobjeđuje nakon pet godina ostatke rimske vojske u Galiji. Tom njegovom pobjedom dolazi do nastanka Franačke države.
Ona se nekoliko desetljeća kasnije širi na jug poslije pobjeda Franaka nad Burgundima i Vizigotima tako da 510. godine zahvaća današnju Francusku, Beneluks i polovicu Njemačke. Samo građanski ratovi koji potom usljeđuju sprečavaju njeno daljnje, neminovno širenje. Kada bratoubilački ratovi završavaju polovicom VIII. stoljeća Franačka država je dovoljno jaka da pobjedi Arapsku kopnenu invaziju iz Španjolske.
Rušenjem kraljevske dinastije Klovisa 751. godine od strane Pipina Malog s kojim počinje kratkotrajna dinastija Karolinga nastupa zlatno doba Franaka koje dovodi do krunidbe Karla Velikog za Svetog Rimskog cara 800. godine. Tadašnja država se prostire od Danske do Barija i od Barcelone do Budimpešte. Ta glomazna država se dijeli 843. godine na Zapadno Franačko Carstvo (buduća Francuska), Istočno Franačko Carstvo (buduća Njemačka) i Centralno Franačko Carstvo (buduća Italija).

### Kapetovići
Danas je opće prihvaćeno kako je Karlo II. prvi francuski kralj pošto on postaje prvi vladar na čijem dvoru se govori francuski jezik. Njegovom smrću 877. godine za Francuske počinje crno razdoblje tijekom kojega je ona žrtva kratkoročnih pljačkaških pohoda Mađara i puno dugoročnijih Vikinga. U tom razdoblju nemira potomci Karla Velikog su srušeni s vlasti od dinastije Kapetovića koja dobiva ime po Hugu Capetu. Cijena koju plaća Francuska za tu krunidbu postaje potpuna feudalna decentralizacija tako da kralj Hugo Capet vlada samo gradovima Orleans i Pariz.
Koristeći takvu situaciju engleski kralj je polovicom 12. stoljeća postao, koristeći razne grofovske i vojvodske titule, vladar gotovo pola Francuske samo da bi sve bilo izgubljeno od Rikarda Lavljeg Srca i njegovog brata Ivana bez Zemlje. Francuska vojska tog doba pod rukovodstvom kralja Filipa Augusta u višedesetljetnom ratu uspjeva osloboditi većinu zemlje prije sklapanja mirovnog sporazuma se iskrcava u Engleskoj i osvaja London.

### Stogodišnji rat
Nova kriza u odnosima ova dva moćna kraljevstva nastupa kada 1328. godine francuski kralj Karlo IV. umire bez djece. Tada se engleski kralj Edvard III. odlučuje na osporavanje nasljedstva krune Filipu IV. pošto je novi francuski kralj samo bratić starog dok je on njegov unuk. Ovaj novi rat koji tada počinje danas je svima poznat pod imenom stogodišnji rat. Tijekom njega kralj Engleske Henrik VI. će 1422. godine postati kralj Francuske, ali na kraju će Englezi izgubit sve svoje posjede s druge strane La Manchea.

## Rani novi vijek
Unutrašnji državni mir koji tada nastaje trajat će do početka vjerskih nemira polovicom 16. stoljeća. Bez obzira na mjere poduzete od Henrika IV. za smirivanje vjerskih strasti oni će vremenom ponovno izbijati do odluke Luja XIV. o zabrani hugenotske vjere. Tim represivnim potezom država napokon dobiva svoj potpuni unutrašnji mir osiguran uništenjem svih plemićkih utvrda unutar Francuske. Hugenoti pogođeni tim mjerama se odlučuju na naseljavanje kolonija ili prelazak na katoličku vjeru. Od onih koji su izabrali prvu opciju danas nam preostaje Quebec kao jedino francusko govorno područje na sjevernoameričkom kontinentu.

### Burbonci
Vidi još: Burbonci
Pod vladavinom burbonskih kraljeva u 17. stoljeću Francuska je izrasla u europsku silu. Poraženi su Habsburgovci, koji su vladali Španjolskom i Austrijom - veliki francuski neprijatelj - i sva je vlast centralizirana u rukama kralja. Poticane su industrija i trgovina, a Francuska je uspostavila kolonije u Sjevernoj Americi i Indiji.

### Zlatno doba
Vrijeme 17. i 18. stoljeća zlatno je doba umjetnosti. Uz kraljevu pomoć i podršku osnovane su 1602. radionoce za gobelinsku tapiseriju i kraljevsku lončariju u Sérversu 1756. godine. Plemstvo je pružalo potporu umjetnicima kao što su Watteau i Fragonard, dramatičarima Racineu, Moliéreu i Corneilleu, piscu Montaigneu, tvorcu eseja, te basnopiscu La Fontaineu.

### Francuska revolucija
Revolucija je izbila 1789. i s vlasti svrgnula kralja i plemstvo. Uspostavljena je nova Narodna skupština i položila zakletvu na slavnom teniskom igralištu, da neće biti raspuštena dok Francuska ne dobije svoj ustav.
Povod revoluciji bili su pokušaji rješavanja ekonomske krize Luja XVI. U veljači 1787. ministar financija Loménie de Brienne sazvao je Skupštinu plemića (skup plemića, svećenstva, buržoazije i kraljevih službenika) s ciljem zaobilaženja parlamenta. Od Skupštine je zatraženo odobravanje novog poreza na nekretnine, koji bi po prvi put bili dužni plaćati i plemići i svećenstvo. Skupština nije odobrila porez, nego je zatražila od Luja XVI sazivanje sabora svih staleža. 
Novi vojni porazi, nestašica hrane i skupoća doveli su do još jednog prevrata. Jakobinci su zbacili žirondince i preuzeli vlast, bolje su uspjeli organizirati obranu i natjerati neprijatelje na povlačenje, ali su istodobno u zemlju uveli teror (strahovladu). Zastrašivali su svoje protivnike i bez milosti ih slali na giljotinu (napravu za izvršenje smrtne kazne odsjecanjem glave). Tijekom 14 mjeseci vlasti pogubili su gotovo 40.000 ljudi, među njima i kraljicu Mariju Antoanetu i Luja XVI. Zbog strahovlade koju su uveli, izgubili su potporu naroda i zbačeni su s vlasti. Robespierre i njegovi najbliži suradnici giljotirani su bez suđenja, tako je i on doživio istu sudbinu kao i tisuće njegovih prijašnjih protivnika.
Napoleon Bonaparte postao je car 1804. i označio kraj revolucionarnog razdoblja.

## Devetnaesto stoljeće

### Monarhija i carstvo
Nakon poraza Napoleona 1815. godine, Francuska je imala niz kratkotrajnih slabih vlada. Restaurirana burbonska monarhija svrgnuta je 1830. i kralj Filip izgubio je prijestolje 1848. Tada uspostavljena Druga Republika propala je kad je njezin predsjednik Luj Napoleon postao kralj (v. 1852. – 1879.). Unatoč tim problemima, Francuska je napredovala.
- Revolucija 1848.

U veljači 1848. Parižani su digli ustanak protiv neuspješnog kralja Luja Filipa. Uspostavljena je republika s predsjednikom Lujom Napoleonom, Bonaparteovim nećakom. Obećane su radikalne promjene, no 1852. Napoleon je postao car.
- Treća Republika

Treća Republika (1870. – 1940.) bila je podijeljena unutarnjim neslaganjima između umjerenjaka, radikala, socijalista i rojalista. Između 1918. i njezine propasti 1940. godine bilo je 44 vlada i 20 različitih premijera. Unatoč tome Francuska je bila vodeća europska zemlja s carstvom po cijelom svijetu i jakom ekonomijom.

## Dvadeseto stoljeće

### Suvremena Francuska
Nakon oslobođenja Francuske od Nijemaca 1944. godine, uspostavljena je Četvrta Republika koja je počela vladati zemljom. Kao i njezine prethodnice bila je slaba i propala je zbog nemira uzrokovanih ratom u Alžiru 1958. Charles de Gaulle je uspostavio Petu Republiku s ciljem da ponovo pokuša uspostaviti francuski prestiž i napredak.

### Charles de Gaulle
Charles de Gaulle (1890-1970) školovao se za vojnika i postao zapovjednikom vojne divizije. Nakon pada Francuske 1940. godine otišao je u Britaniju i pozvao francuski narod da se odupre njemačkoj okupaciji. Kao vođa Slobodne Francuske, mnogo je učinio na podizanju morala francuskog naroda tijekom rata. Godine 1958. postao je predsjednikom i zemlju je vodio sve do podnošenja ostavke 1969.

### Alžirski rat
Godine 1954. jedna je od nekoliko francuskih kolonija u Africi tražila priznanje nezavisnosti. To je dovelo do sukoba s mnogim europskim doseljenicima u ovoj zemlji. Francuska vojska podržavala je doseljenike u njihovoj želji da francuska vlast ostane i ušla u žestok rat s alžirskim pobunjenicima. Alžir je na kraju pobijedio i postao nezavisan 1962. godine.

### Svibanj 1968.
U svibnju 1968. studenti su zahtijevali više novaca za obrazovanje i protestirali su protiv velikih izdataka za obranu. Nemiri su izbili u Parizu i u drugim gradovima, a borbe su se vodile između studenata i policije. Nastupio je generalni štrajk što je dovelo do pada de Gaullove vlade.

## Vremenska tablica
| Godine         | Povijesne značajke                                                       |
| -------------- | ------------------------------------------------------------------------ |
| 58-51. pr. Kr. | Galija (današnja Francuska) postala je dio Rimskog Carstva.              |
| 486.           | Franci preuzimaju vlast u zemlji.                                        |
| 1337. – 1453.  | Francuska i Britanija vode Stogodišnji rat.                              |
| 1589.          | Henrik IV. postaje prvi burbonski kralj.                                 |
| 1643. – 1715.  | Francuska je na vrhuncu svoje moći za vladavine Luja XIV.                |
| 1789.          | U Parizu izbija revolucija.                                              |
| 1848.          | Nakon republike uspostavljena kratkotrajna Druga Republika.              |
| 1870. – 1871.  | Uspostavljena Treća Republika.                                           |
| 1870.-e        | Claude Monet i drugi francuski slikari osnivaju impresionistički pokret. |
| 1914. – 1918.  | Francuska u borbi protiv Njemačke u I. svjetskom ratu.                   |
| 1946.          | Uspostavljena Četvrta Republika nakon II. svjetskog rata.                |
| 1958.          | De Gaulle preuzima vlast i uvodi Petu Republiku.                         |
| 1950. – 1990.  | Francuska je vodeća članica Europske unije.                              |

|  | Portal Francuske – Pristup člancima s tematikom o Francuskoj. |